# Proceratophrys
Proceratophrys es un género de anfibios anuros de la familia Odontophrynidae endémicos de Sudamérica, desde el este y sur de Brasil al norte de Argentina, incluyendo Paraguay.

## Especies
Se reconocen las siguientes 40 especies según ASW:
- Proceratophrys appendiculata (Günther, 1873)
- Proceratophrys aridus[2] Cruz, Nunes & Juncá, 2012
- Proceratophrys avelinoi Mercadal de Barrio & Barrio, 1993
- Proceratophrys bagnoi[3] Brandao, Caramaschi, Vaz-Silva & Campos, 2013
- Proceratophrys belzebul[4] Dias, Amaro, Carvalho-e-Silva & Rodrigues, 2013
- Proceratophrys bigibbosa (Peters, 1872)
- Proceratophrys boiei (Wied-Neuwied, 1824)
- Proceratophrys branti[3] Brandao, Caramaschi, Vaz-Silva & Campos, 2013
- Proceratophrys brauni Kwet & Faivovich, 2001
- Proceratophrys caramaschii[2] Cruz, Nunes & Juncá, 2012
- Proceratophrys carranca[5] Godinho, Moura, Lacerda & Feio, 2013
- Proceratophrys concavitympanum Giaretta, Bernarde, & Kokubum, 2000
- Proceratophrys cristiceps (Müller, 1883)
- Proceratophrys cururu Eterovick & Sazima, 1998
- Proceratophrys dibernardoi[3] Brandao, Caramaschi, Vaz-Silva & Campos, 2013
- Proceratophrys gladius[6] Mângia, Santana, Cruz & Feio, 2014
- Proceratophrys goyana (Miranda-Ribeiro, 1937)
- Proceratophrys huntingtoni[7] Ávila, Pansonato & Strüssmann, 2012
- Proceratophrys itamari[6] Mângia, Santana, Cruz & Feio, 2014
- Proceratophrys izecksohni[4] Dias, Amaro, Carvalho-e-Silva & Rodrigues, 2013
- Proceratophrys laticeps Izecksohn & Peixoto, 1981
- Proceratophrys mantiqueira[6] Mângia, Santana, Cruz & Feio, 2014
- Proceratophrys melanopogon (Miranda-Ribeiro, 1926)
- Proceratophrys minuta[8] Napoli, Cruz, Abreu & Del-Grande, 2011
- Proceratophrys moehringi Weygoldt & Peixoto, 1985
- Proceratophrys moratoi (Jim & Caramaschi, 1980)
- Proceratophrys palustris Giaretta & Sazima, 1993
- Proceratophrys paviotii Cruz, Prado, & Izecksohn, 2005
- Proceratophrys phyllostoma Izecksohn, Cruz, & Peixoto, 1999
- Proceratophrys pombali[6] Mângia, Santana, Cruz & Feio, 2014
- Proceratophrys redacta[9] Teixeira, Amaro, Recoder, Dal Vechio & Rodrigues, 2012
- Proceratophrys renalis (Miranda-Ribeiro, 1920)
- Proceratophrys rondonae Prado & Pombal, 2008
- Proceratophrys rotundipalpebra[10] Martins & Giaretta, 2013
- Proceratophrys sanctaritae Cruz & Napoli, 2010
- Proceratophrys schirchi (Miranda-Ribeiro, 1937)
- Proceratophrys strussmannae[11] Ávila, Kawashita-Ribeiro & Morais, 2011
- Proceratophrys subguttata Izecksohn, Cruz, & Peixoto, 1999
- Proceratophrys tupinamba Prado & Pombal, 2008
- Proceratophrys vielliardi[12] Martins & Giaretta, 2011

## Publicación original
- Miranda-Ribeiro, 1920 : Algumas considerações sobre o gênero Ceratophrys e suas espécies. Revista do Museu Paulista, vol.12, p.291-304 (texto íntegro).